# Tricyrtis
Genre
Classification phylogénétique
Tricyrtis est un genre de plantes de la famille des Liliacées, originaires d'Asie (Chine, Japon).
Les espèces de ce genre sont souvent dénommées Lis crapaud.
Nom chinois : 油点草属

## Description
Il s'agit de plantes herbacées pérennes.
Leur fleur est composée de six sépales : trois extérieurs avec sept nervures, trois intérieurs avec cinq nervures.
Elle porte six étamines. Son pistil, triloculaire, tubulaire, est profondément divisé à sa moitié supérieure où chaque partie est perpendiculaire à l'axe du pistil sur une importante longueur (du tiers à la moitié de la longueur totale du pistil) et avec l'extrémité recourbée.
Les graines, nombreuses par locule, sont de petite taille et aplaties.
Le nombre de base de chromosomes est de 13 : 2 × n = 26.

## Distribution
Les espèces du genre Tricyrtis sont originaires d'Asie, de la chaîne himalayenne à l'extrême est pacifique, principalement en Chine et au Japon.
Certaines espèces sont menacées dans leur milieu d'origine.
La grande utilisation ornementale de ces plantes les a répandues dans l'ensemble des pays à climat tempéré.

## Historique et position taxinomique
Le genre est actuellement placé dans la famille des Liliacées. Il a cependant fait partie des familles suivantes : Calochotaceae, Convallariaceae (classification AGP), Tricyrtidaceae (classification AGPII) et Uvulariaceae.
Le genre a été décrit par Nathaniel Wallich en 1826 à partir d'un échantillon d'une fleur du Népal qu'il a collectée, genre qu'il nomme Tricyrtis. Il effectue un rapprochement avec Uvularia hirta Thunb. qui sera effectivement classé dans le genre Tricyrtis, mais ignore le travail, l'année précédente, de David Don sur l'espèce Compsoa maculata, espèce synonyme de l'espèce type qu'il a choisie Tricyrtis pilosa.
En effet, l'année précédente, David Don avait décrit le genre Compsoa avec comme espèce type Compsoa maculata. Il a forgé le nom du genre sur le mot grec χομψός : élégant. Cette espèce sera ultérieurement - en 1918 - incluse par James Francis Macbride dans le genre Tricyrtis. Le genre Compsoa est totalement synonyme de Tricyrtis : le nom générique avait été proposé plus d'un an avant Tricyrtis. En toute logique et selon les règles du code de nomenclature botanique, c'est lui qui aurait dû être adopté comme le suggère Carl Ernst Otto Kuntze.
Une synonymie assez importante affecte ce genre où sur 78 taxons répertoriés, 40 sont considérés comme synonymes.

## Liste des espèces
La liste est issue de quatre index : IPNI (The International Plant Names Index) (index de référence), Tropicos (index du Jardin botanique du Missouri), GRIN (Taxonomie des plantes de GRIN) et The Plant List à la date de janvier 2012. Les espèces conservées dans le genre sont mises en gras :
- Tricyrtis affinis Makino (1903)
  - Tricyrtis affinis fo. albida (Makino) Okuyama (1955) : voir Tricyrtis affinis Makino
  - Tricyrtis affinis var. albida Makino (1912) : voir Tricyrtis affinis Makino
  - Tricyrtis affinis var. chiugokuensis (Koidz.) Ohwi (1953) : voir Tricyrtis macropoda var. chiugokuensis (Koidz.) Ohwi
- Tricyrtis bakeri Koidz. (1924) : voir Tricyrtis latifolia Maxim.
  - Tricyrtis bakeri var. glabra Koidz. (1929) : voir Tricyrtis latifolia Maxim.
- Tricyrtis chinensis Hir. Takah. (2001)
- Tricyrtis chiugokuensis Koidz. (1932) : voir Tricyrtis macropoda var. chiugokuensis (Koidz.) Ohwi
- Tricyrtis clinata J.F. Macbr. (1918) : voir Tricyrtis affinis Makino
- Tricyrtis dilatata Nakai (1914) : voir  Tricyrtis macropoda Miq.
- Tricyrtis elegans Wall. (1826) : voir Tricyrtis maculata (D.Don) J.F.Macbr..
- Tricyrtis esquirolii (H.Lév.) H.Hara (1988) : voir Tricyrtis maculata (D.Don) J.F.Macbr.
- Tricyrtis flava Maxim. (1867)
  - Tricyrtis flava var. nana (Yatabe) Makino (1897) : voir Tricyrtis nana Yatabe 
  - Tricyrtis flava subsp. ohsumiensis (Masam.) Kitam. (1964) : voir Tricyrtis oshumiensis Masam.
- Tricyrtis formosana Baker (1879)
  - Tricyrtis formosana fo. amethystina (Masam.) T.Shimizu (1962) : voir Tricyrtis lasiocarpa Matsum.
  - Tricyrtis formosana var. amethystina Masam. (1930) : voir Tricyrtis lasiocarpa Matsum.
  - Tricyrtis formosana fo. glandosa Simizu (1962) : voir Tricyrtis formosana var. glandosa (Simizu) T.S.Liu & S.S.Ying
  - Tricyrtis formosana var. glandosa (Simizu) T.S.Liu & S.S.Ying (1978)
  - Tricyrtis formosana var. grandiflora S.S. Ying (1988)
  - Tricyrtis formosana var. kotoensis (G.W.Rob.) Sato (1939)
  - Tricyrtis formosana var. lasiocarpa (Matsum.) Masam. (1930) : voir Tricyrtis lasiocarpa Matsum.
  - Tricyrtis formosana var. ovatifolia (S.S. Ying) S.S.Ying (2000)
  - Tricyrtis formosana var. stolonifera (Matsum.) Masam. (1930) : voir Tricyrtis stolonifera Matsum.
- Tricyrtis hirta (Thunb.) Hook. (1863) - synonyme : Uvularia hirta Thunb.
  - Tricyrtis hirta fo. albescens (Makino) Hiyama (1953)
  - Tricyrtis hirta var. albescens Makino (1932) : voir Tricyrtis hirta fo. albescens (Makino) Hiyama
  - Tricyrtis hirta fo. atropurpurea Hisauti (1966)
  - Tricyrtis hirta var. masamunei (Makino) Masam. (1930)
  - Tricyrtis hirta var. minor Honda (1930)
  - Tricyrtis hirta fo. nivea Hiyama (1953)
  - Tricyrtis hirta var. parviflora (Dammer) Masam. (1930) : voir Tricyrtis affinis Makino
  - Tricyrtis hirta var. ramosissima Honda (1932)
  - Tricyrtis hirta var. saxicola Honda (1931)
- Tricyrtis imeldae Guthnick (1974) : voir Tricyrtis formosana Baker
- Tricyrtis ishiiana (Kitag. & T.Koyama) Ohwi & Okuyama (1962)
  - Tricyrtis ishiiana var. surugensis Yamazaki (1962)
- Tricyrtis japonica Miq. (1868) : voir Tricyrtis hirta (Thunb.) Hook.
  - Tricyrtis japonica var. albida (Makino) Masam. (1930) : voir Tricyrtis affinis Makino[4]
- Tricyrtis kotoensis G.W.Rob. (1938) : voir Tricyrtis formosana var. kotoensis (G.W.Rob.) Sato
- Tricyrtis kyusyuensis Masam. (1935) : voir Tricyrtis flava Maxim.
  - Tricyrtis kyusyuensis var. pseudoflava Masam. (1935) : voir Tricyrtis flava Maxim.
- Tricyrtis lasiocarpa Matsum. (1897)
- Tricyrtis latifolia Maxim. (1867)
  - Tricyrtis latifolia var. emaculata Honda (1936)
  - Tricyrtis latifolia var. makinoana (Tatew.) Hiyama (1952)
  - Tricyrtis latifolia var. nikkomontana Hiyama (1952)
- Tricyrtis macrantha Maxim. (1888)
  - Tricyrtis macrantha var. ishiiana Kitag. & T. Koyama (1958)
  - Tricyrtis macrantha subsp. macranthopsis (Masam.) Kitam. (1964) : voir Tricyrtis macranthopsis Masam.
  - Tricyrtis macrantha var. macranthopsis (Masam.) Okuyama & T.Koyama (1955) : voir Tricyrtis macranthopsis Masam.
- Tricyrtis macranthopsis Masam. (1935)
- Tricyrtis macropoda Miq. (1868)
  - Tricyrtis macropoda subsp. affinis (Makino) Kitam. (1964) : voir Tricyrtis affinis Makino
  - Tricyrtis macropoda var. chiugokuensis (Koidz.) Ohwi (1965)
  - Tricyrtis macropoda fo. glabrescens (Koidz.) Masam. (1930) : voir Tricyrtis macropoda var. glabrescens Koidz.
  - Tricyrtis macropoda var. glabrescens Koidz. (1924)
  - Tricyrtis macropoda fo. hirsuta (Koidz.) Masam. (1930) : voir Tricyrtis macropoda var. hirsuta Koidz.
  - Tricyrtis macropoda var. hirsuta Koidz. (1924)
  - Tricyrtis macropoda var. nomurae Hir.Takah.bis (1980)
- Tricyrtis maculata (D.Don) J.F.Macbr. (1918)
- Tricyrtis makinoana Tatew. (1949) : voir Tricyrtis latifolia var. makinoana (Tatew.) Hiyama
- Tricyrtis masamunei Makino (1926) : voir Tricyrtis hirta var. masamunei (Makino) Masam.
- Tricyrtis nana Yatabe (1893)
- Tricyrtis ohsumiensis Masam. (1930)
- Tricyrtis ovatifolia S.S.Ying (1972) : voir Tricyrtis formosana var. ovatifolia (S.S.Ying) S.S.Ying
- Tricyrtis parviflora Dammer (1918) : voir Tricyrtis affinis Makino
- Tricyrtis perfoliata Masam. (1935)
- Tricyrtis pilosa Wall. (1826) : voir Tricyrtis maculata (D.Don) J.F.Macbr..[5]
- Tricyrtis pseudolatifolia Hir.Takah.bis & H. Koyama (2007)
- Tricyrtis puberula Nakai & Kitag. (1934) : voir Tricyrtis latifolia Maxim.
- Tricyrtis ravenii C.I. Peng & C.L.Tiang (2007)
- Tricyrtis setouchiensis Hir. Takah. (1974)
- Tricyrtis stolonifera Matsum. (1897)
- Tricyrtis suzukii Masam. (1931)
- Tricyrtis viridula Hir. Takah. (1997)
- Tricyrtis yatabeana Masam. (1930) : voir Tricyrtis flava Maxim.[6]